# Préfecture d'Assoli
Assoli est une préfecture située dans la région de la Kara au nord du Togo. Sa capitale est Bafilo. Lors du recensement au Togo en 2022, sa population estimait d'environ 66 394 personnes.
Les cantons ou subdivisions de la préfecture d'Assoli comprennent Bafilo, Dako, Koumondè, Soudou, Alédjo et Bouladè.

## Villes et villages
Abakouande (en), Afoudi (en), Agarade (en), Agbandaode (en), Agouebou (en), Akoutia (en), Aledjame (en), Aledjo Kadara (en), Aleheride (en), Bafilo, Bodoude (en), Bola (en), Bomboua (en), Dako, Djandje (en), Djanguela (en), Doukorode (en), Effolo (en), Fadao (en), Fazade (en), Flandi (en), Foulenda (en), Togo (en), Gnata (en), Groungouboui (en), Hungbeu (en), Kadieka (en), Kado (en), Kajalawa, Kajamboue, Kangandem, Kao, Katai, Kemini, Kiande, Kolanda, Kolo, Koumande, Kpalanda, Kpayando, Kpayaora , Lakodayo, Lamba, Loukou, Noumbanda, Pampouelou, Payambou, Paywawaya, Peou, Pewa, Soreda, Sorogadanga, Soudore, Soudou, Soulou, Tadoum, Tafdeman, Tamboulado, Taou, Tchambao, Tchonoro, Tchoubona, Tiavaleme, Touazi, Watalangue.